# اندرو ری
اَندرو رِی (انگلیسی: Andrew Ray؛ ‏ ۳۱ مهٔ ۱۹۳۹ – ۲۰ اوت ۲۰۰۳) بازیگر اهل بریتانیا بود.
از فیلم‌ها یا برنامه‌های تلویزیونی که وی در آن نقش داشته‌است، می‌توان به ادوارد و خانم سیمپسون، زن در لباس خواب، نظام، زخم عمیق، خانواده دراماند و بادکنک زرد اشاره کرد.